# Triozocera
Triozocera är ett släkte av insekter. Triozocera ingår i familjen Corioxenidae.
Kladogram enligt Catalogue of Life:
| Triozocera | \| \| Triozocera mexicana \| \| \| \| \| \| Triozocera tecpanensis \| \| \| \| \| \| Triozocera vernalis \| \| \| \| |
|            | \| \| Triozocera mexicana \| \| \| \| \| \| Triozocera tecpanensis \| \| \| \| \| \| Triozocera vernalis \| \| \| \| |
|            | Corioxenos |
|            | |
|            | Floridoxenos |
|            | |
|            | Loania |
|            | |
|            | Perissozocera |
|            | |
|            | Triozocera mexicana                                                                                                  |
|            | |
|            | Triozocera tecpanensis                                                                                               |
|            | |
|            | Triozocera vernalis                                                                                                  |
|            | |

|  | Triozocera mexicana    |
|  |                        |
|  | Triozocera tecpanensis |
|  |                        |
|  | Triozocera vernalis    |
|  |                        |

## Bildgalleri

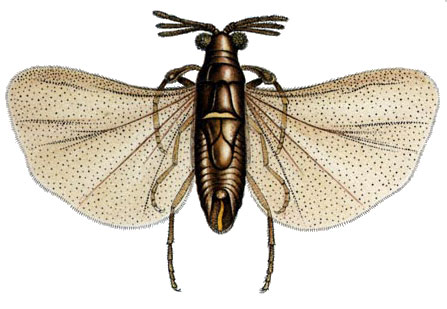